# 贞操带 (BDSM)
在BDSM中使用的贞操带可以用作高潮控制的一部分，以防止佩戴者进行性交或手淫。在BDSM中，贞操带可以由男性和女性穿着，使用时间可以为有限期或长期。

## 目的
在BDSM中，穿上贞操带的为顺从者，而持有钥匙者则在佩戴者的性活动方面为霸主地位，控制佩戴者从事性活动的权利。佩戴贞操带会经常唤起穿着者的性挫折。
大多数的贞操带在设计上防止佩戴者手淫。阴茎笼虽然阻止男性手淫，但是阴茎笼有可能松动，他们能够进行手动刺激，甚至达到高潮。

## 男性贞操带

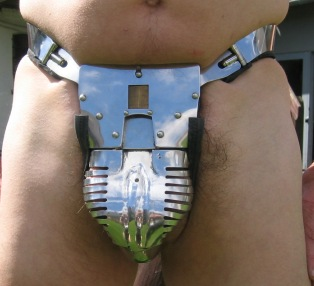
高度安全的男性贞操带，完全覆盖生殖器

男性的佛罗伦萨式貞操帶，为一个圆形的水平环绕腰部，向下延伸覆盖佩戴者的生殖器。大多数高度安全的贞操带是由不锈钢制成，大多数使用挂锁，而且挂锁所在处隐蔽，使其切割困难或者不可能。

### 贞操笼

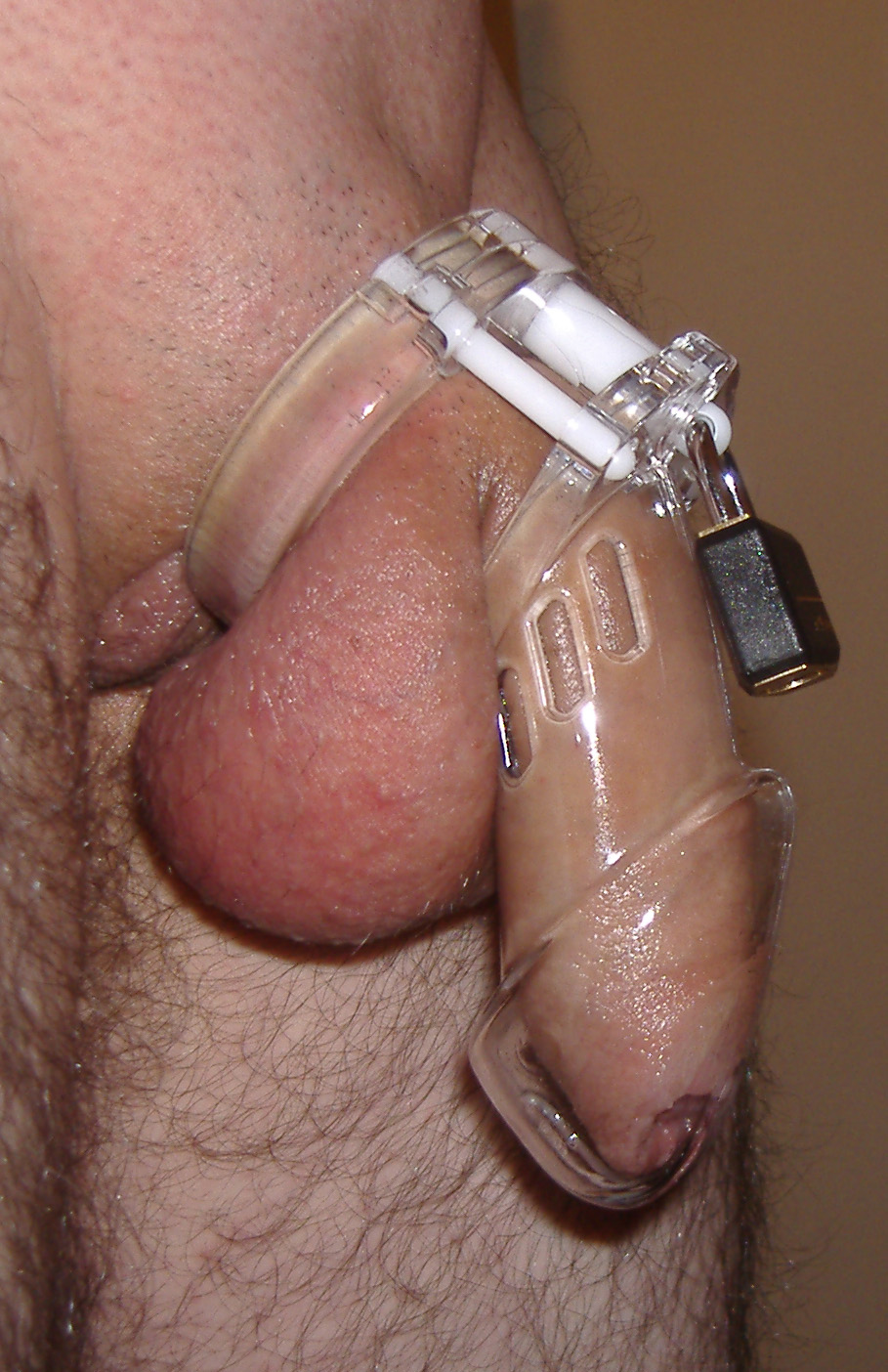
CB-6000贞操笼

现代男性常用的一种的贞操装置为贞操笼，中文互联网中通常被称为贞操锁。它们几乎只被用作性玩具和BDSM用具。贞操笼直接包裹着男性的阴茎，使其不可能勃起或勃起时不舒服。在男性性兴奋时，贞操笼可以防止其进行性交，手淫，口交等涉及穿戴者的生殖器的性活动。贞操笼可以与性玩具（如CBT）相配合。

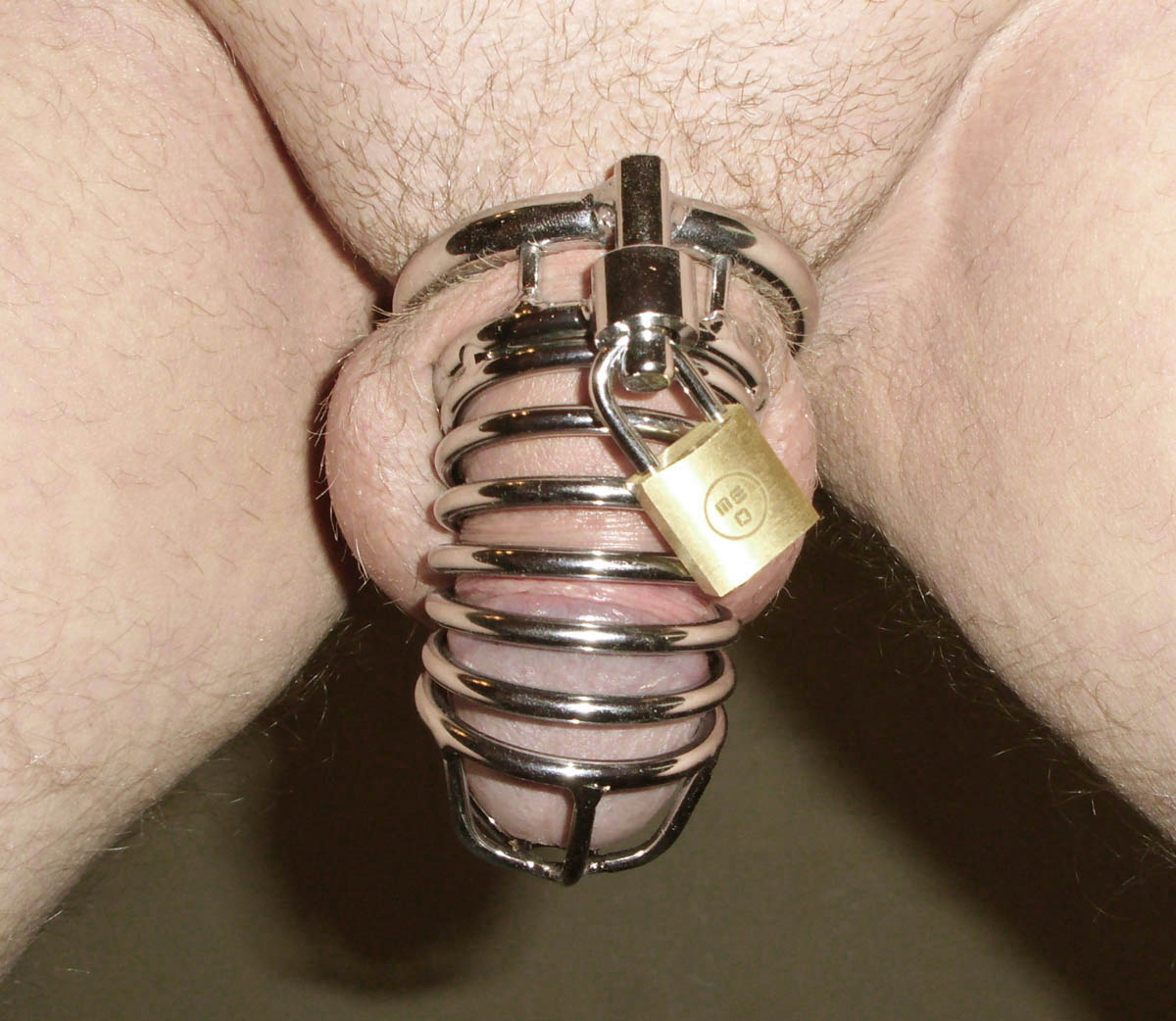

大多数贞操笼由一个位于阴囊后方的卡环和一个固定阴茎的阴茎笼组成，两个部分通过铰链或销钉拼合在一起。贞操笼的前端打孔以方便通尿，配合透气孔可以做到长期佩戴和清洁。阴茎笼的设计使内部的阴茎不能直接用手和手指刺激。松弛的阴茎插入笼中并保持向下的角度，以使勃起变得不舒服或不可能。有一些设计特别短的贞操笼，与普通的贞操笼相比，可以将阴茎挤入笼中并限制其勃起。
大多数贞操笼都是为了长期或无限期佩戴而设计的，通常包含一把由钥匙锁定的锁。卡环与阴茎笼通常用金属或塑料锁芯固定在一起。当装置被锁定时，睾丸被困在环和阴茎笼之间的间隙中，该间隙足够狭窄以防止睾丸和阴茎被拉出。
贞操笼可以用坚固的塑料材料（例如聚碳酸酯）或硅胶制成，与不锈钢版本相比，这两种笼子都大大降低了成本和重量。佩戴塑料贞操笼可以更容易通过机场安检或需要通过金属探测器的其他安全受限区域。

## 女性贞操带

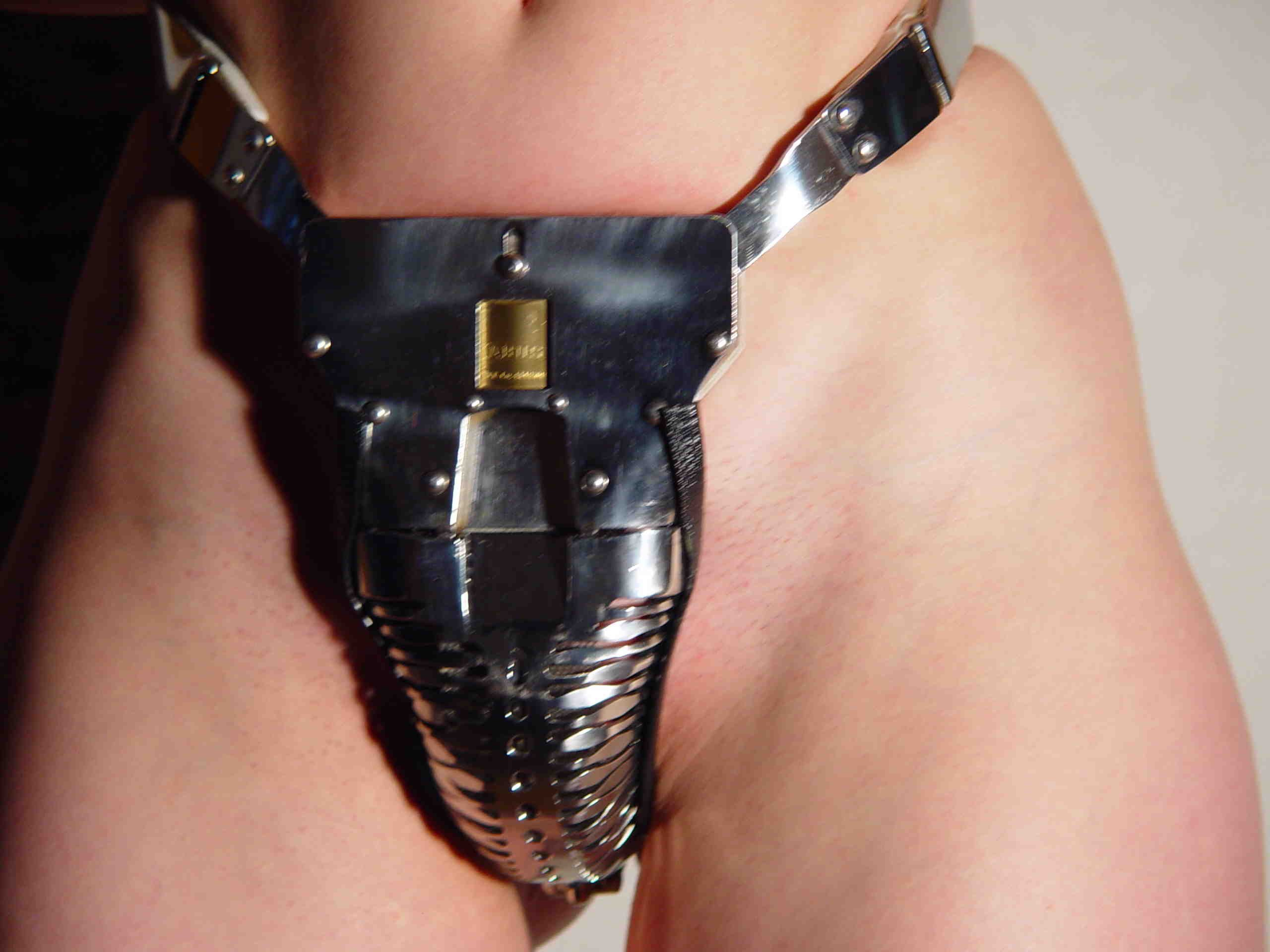
女性佛罗伦萨式贞操带

现代的女性贞操带一般使用传统的佛罗伦萨式，即在腰部和两腿之间包括生殖器进行覆盖。而贞操带内可以附带配具，如在阴道和肛门处安装假阴茎。
由于有长期佩戴的要求，遮挡处必须适应佩戴者的卫生，相关设计类型有：
- 遮挡处为一个平直的插槽，通过插槽阴唇可透气，尿液可排出。
- 弯曲金属，以允许排便的。
- 在底部有V字结构，通过链条或缆索来开口。

在现代，大多数女性贞操带上有挂锁，而挂锁护罩内锁定，使其更难以用螺栓割刀进行拆除。极少数厂家会使用整体锁，不过价格较高。

## 安全
贞操笼的大小必须合适，不损伤生殖器官。环过紧会切断血液流动，过于宽松则不安全。用于长期磨损的金属贞操带和贞操笼要使用医用的不锈钢或钛，以减少金属过敏和金属毒性的风险。
钥匙需要安全保管。2008年，一个人因为遗失钛制贞操设备的钥匙，导致消防员出动帮助解锁，并最终被安全得救。
长期的色情性拒绝性也会出现问题。

## 制作业相关
大多数现代贞操带源于Hal Higginbottom在1956年的设计，有时现代化的佛罗伦萨式贞操带被称为"Tollyboy-style"或"Tollyboy-type"贞操带，该称呼源于他的公司。
时代杂志在1969年和各种报纸在1978年采访了英国的贞操带制造者大卫伦威克，他声称他的客户遍布全球，并且商业繁荣。
1971年，埃塞克斯霍尔斯特德的Hugessen公司制作贞操带，因为公司产品用于控制生育，所以该公司申请税务豁免。1974年，在杂志和报纸上刊登有关该公司破产的故事。
从20世纪80年代已停止生产贞操带发著名的公司有：
- Access Denied（纽约的保罗·图克，他去世后关闭）
- Herbert Rossmann（奥地利）
- In Discretione Fortitudo（荷兰的Nifrik Scylla）
- Kastley（德国）（经销商;原厂商不详）
- Pourquoi Pas（德国）
- Atelier Mode（德国科隆）
- Reinholds（德国，以树脂复合为材料）
- Locked In Steel（美国新罕布什尔州）
- Tollyboy（英国）

美国内华达州的A.L. Enterprises在20世纪90年代末由多丽丝和弗兰克·米勒开始出售的CB系列塑料贞操笼，并声称拥有71％的市场。
尽管没有可靠的统计数据有关贞操带的情况，从厂家的报告表明，大多数在欧洲和美国销售的贞操带，购买者大多为男性，而女性贞操带很少用作预防强奸。

## 相关内容
- BDSM
- 主人/奴隶